# Набережная Бранли
На́бережная Бранли́ (фр. Quai Branly) — улица и набережная вдоль левого берега Сены в VII и XV округе Парижа.
Названа в честь Эдуарда Бранли (1844—1940), французского изобретателя и медика.

## Примечательные здания и сооружения
- Музей на набережной Бранли
- Эйфелева башня
- по адресу Наб. Бранли, 1 вместо зданий государственной метеорологической службы Франции должен быть возведён российский духовно-культурный православный центр. На его территории планируется построить новый кафедральный собор Корсунской епархии Московского Патриархата. Сюда же должна переехать Русская духовная семинария во Франции[2].